# Степа (музичка група)
Степа је српска музичка група из Београда. Представља се као дрим поп/Американа/инди бенд.

## Историја
Групу Степа су крајем 2015. године основали Лола Миковић (вокал, гитара), Алекса Мајсторовић (гитара), Алекса Недић (бас гитара) и Никола Видојевић (бубањ).
Степа је у децембру 2016. објавила дебитантски сингл . Један од првих запаженијих наступа ова четворка је одржала 4. фебруара 2017. у београдском клубу Електропионир, а том приликом је била у улози подршке на концерту канадско-италијанског инди састава His Clancyness. У мају 2017. Степа је представила спот за други сингл . У јулу 2017. група се такмичила на бањалучком Демофесту и успела је да избори пласман у финале.
Степа је дебитантски EP објавила 8. септембра 2017. под окриљем етикете Поп депресија. EP је насловљен именом групе и садржи шест песама, укључујући и најавне синглове Next Time и See Me.
Већ 15. септембра 2017. Степа је наступила као предгрупа на концерту грчког стоунер рок састава Deaf Radio у Електропиониру. У марту 2018. појавио се и спот за песму S.o.F, трећи сингл са EP-а СтЕПа.

## Чланови

### Садашњи
- Лола Миковић — вокал, гитара
- Алекса Мајсторовић — гитара
- Алекса Недић [а] — бас гитара
- Никола Видојевић [б] — бубањ

## Дискографија

### издања
- СтЕПа (2017)